# Talkshow

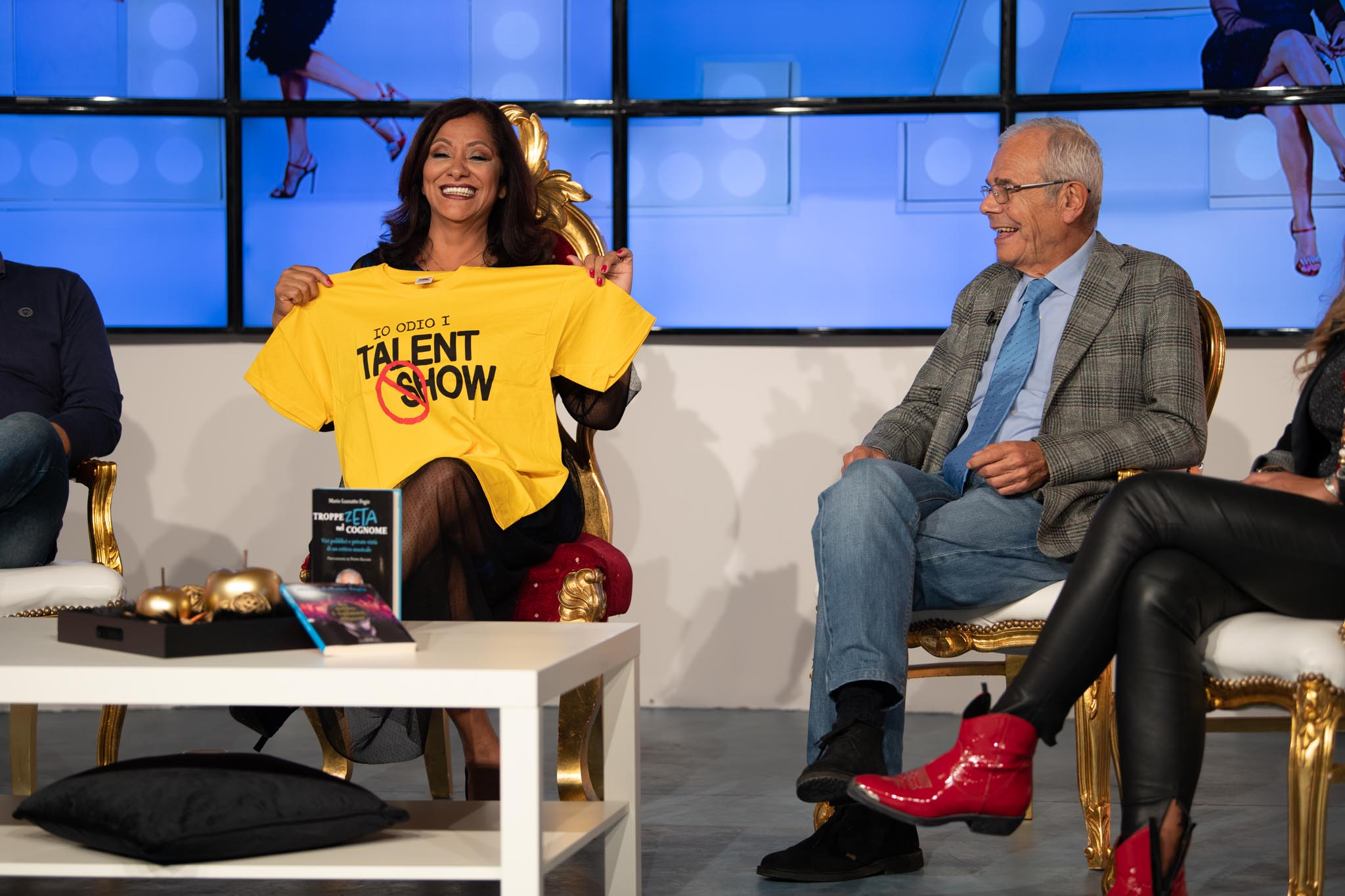
Italienische Talkshow Il Salotto di Leandra (2018)

Eine Talkshow (engl. talk „Gespräch“, show „Sendung“) ist eine Diskussionssendung im Rundfunk (Fernsehen oder Hörfunk) oder über Online-Kanäle. Im Fernsehen heißt sie auch Fernsehdebatte, im Radio Radiodebatte, Hörfunkdebatte oder Talkradio, im Internet Webtalkshow.
Die Diskussion findet dabei entweder als Interview zwischen dem Gastgeber und einem oder mehreren Gesprächsgästen statt oder auch als Podiumsdiskussion zwischen den Talkgästen selbst. Der Gastgeber wird Moderator oder Talkmaster genannt, englisch Host. Typisch ist der Ablauf, bei der der Moderator die Gesprächsgäste zunächst zu einem Thema befragt, und sich anschließend ein mehr oder weniger freies und/oder von dem Gastgeber gelenktes Gespräch unter den Gesprächsgästen entwickelt. Es gibt nicht die idealtypische Talkshow, sondern verschiedene Sendeformate, die als einzige Gemeinsamkeit das Gesprächselement aufweisen. Europäische Vorläufer der Talkshow waren politische, soziale oder religiös-philosophische Diskussionsrunden im Radio. Die BBC erkannte sechs Jahre nach dem Beginn des Rundfunks in Europa die Bedeutung von Gesprächen im Radio und widmete in ihrem BBC Hand Book von 1929 dem Thema ein eigenes Kapitel „How to Conduct a Wireless Discussion-Group“ und gab eine Broschüre für die Interessenten heraus. Die Talkshow, die damals noch nicht so hieß, richteten keine festen Moderatoren im Funkhaus in London aus, sondern freiwillige Fachleute in den jeweiligen Vereinen, Clubs etc. vor Ort.
Nicht zu verwechseln sind Talkshows mit den Late-Night-Shows, in denen nur bekannte Personen auftreten und die auch Comedy Elemente enthalten.

## Arten
Talkshows lassen sich zunächst in drei Arten aufteilen:
- Der Personality-Talk dient insbesondere der (Selbst-)Darstellung von Prominenten. Häufiger Kritikpunkt ist, dass es in manchen Sendungen weniger um inhaltliche Auseinandersetzungen, sondern vielmehr darum gehe, dass die prominenten Gäste die Gelegenheit nutzen, ihr neues Produkt – Buch, Film oder CD – zu präsentieren.[2]
- Die Debatten-Show widmet sich überwiegend der Präsentation politischer Themen, die normalerweise nicht personenorientiert behandelt werden (Polittalk). Polittalk sind alle Talkshows, bei denen kontrovers diskutierbare politische Themen im Vordergrund stehen.
- Die Bekenntnis-Show behandelt persönlich-intime Themen, wobei Scham- und Peinlichkeitsgrenzen erreicht und überschritten werden können. Die Nachmittagsshows, in denen Bürger Alltagsprobleme diskutieren, werden als „Daytime talk“ oder „Daily Talk“ bezeichnet

Grundsätzlich lassen sich „Daily Talk“ und „Polit-Talk“ unterscheiden.
Es gibt Talkshows mit vorher vorgegebenem Inhalt und auch Formate, deren Inhalt sich erst während der Gesprächsrunde ergibt („television talk“ ohne Drehbuch). Das Publikum wird in beiden kaum bis gar nicht eingebunden und meistens nur als Kulisse eingeladen. Verschiedene Talkshows des gleichen Genres unterscheiden sich häufig nicht durch ihre Themen, sondern eher durch ihre Moderatoren und den äußeren Rahmen, in dem sie stattfinden.

### „Daily Talk“
Daily Talk war in Deutschland ein typisches Phänomen der 1990er und 2000er Jahre. 

#### Charakteristika
Zwischen den meisten Daily-Talk-Formaten lassen sich Gemeinsamkeiten feststellen:
- Die Sendungen werden meistens an jedem Werktag (montags bis freitags) ausgestrahlt und haben somit Reihencharakter.
- Die Shows sind nicht in der Hauptsendezeit, sondern in der zuschauerschwachen Zeit zwischen 11:00 und 17:00 Uhr platziert.
- Es gibt ein Saalpublikum, das in den meisten Sendungen die Möglichkeit hat, sich mit Fragen, Diskussionsbeiträgen oder Statements an der Diskussion zu beteiligen.
- Die Talk-Gäste rekrutieren sich fast ausschließlich aus „einfachen Leuten“, Prominente werden nur selten eingeladen. Entscheidend für die Einladung ist die echte oder vermeintliche Sachkompetenz der Gäste, also ihre Fähigkeit, zum Thema der Sendung als direkt oder indirekt Betroffene authentisch Stellung zu beziehen. Üblicherweise sind dies pro Sendung zwischen fünf und zehn Personen.
- Die Shows sind billig und effektiv, da hohe Marktanteile vergleichsweise kostengünstig erreicht werden können.[4]
- Das Publikum vieler Daily-Talk-Formate besteht zu einem hohen Anteil aus Frauen (zwei Drittel der Zuschauer) und Älteren.[5] Trotz des hohen Anteils an älteren Zuschauern wenden sie sich in erster Linie jedoch meist an ein jüngeres, für die Werbung interessantes Publikum.[6]

Diese Formate tragen oft die Namen ihrer Gastgeber als Sendungstitel, da der Moderator – als personalisierte Präsentationsform des Fernsehens – den Bezug zwischen Programm und Publikum herstellt. Für den Zuschauer wird er zur imageprägenden Identifikationsfigur. In den Gesprächen werden Alltagsnähe und enthemmte Umgangsformen – sowohl von den Gästen als auch von den Moderatoren – zunehmend praktiziert und vermitteln dem Zuschauer den authentischen Charakter der Sendungen. Dieser Eindruck wird durch die Anwesenheit des Studiopublikums noch intensiviert.
Trotzdem beinhalten Daily Talks viele Elemente der alltäglichen zwischenmenschlichen (face to face) Kommunikation, da das Gespräch zwischen dem Moderator und seinem oft unprominenten Gast zwar in eine Sendungsdramaturgie eingebunden ist, diese aber weder durch Showelemente in seinem alltagsnahen Charakter beeinträchtigt wird, noch deren Inhalte zum Zweck der medialen Verbreitung inszeniert werden.

#### Themenstruktur in Daily Talkshows
Auch wenn sich die Themen deutscher Nachmittags-Talkshows insgesamt auf alle Bereiche des Lebens erstrecken, stehen meist sehr persönliche und intime Belange der Gäste im Vordergrund. Bezüglich der Themenschwerpunkte zeichnen sich vier dominante Bereiche ab:
- Prominenz und Unterhaltung
- Familie, Liebe und Partnerschaft
- Soziales, Gesundheit und Arbeitsleben
- Individuelle Konflikte in privaten Beziehungen und Alltagsprobleme[8]

Themen des öffentlichen Lebens mit Bezug zu Politik, Wirtschaft und Justiz sind nur nachrangig vertreten, noch geringer ist die Bedeutung solcher Themen, die einen Bezug zur Kultur, Wissenschaft, Forschung und Technik haben. Auf der anderen Seite sind aber auch typische Kategorien des Boulevards unterrepräsentiert: Sex- und Erotikthemen erhalten etwas weniger Sendezeit als Themen zu Politik und Gesellschaft im weiteren Sinne. Eine sehr geringe Rolle spielen Kriminalität und Katastrophen. Insgesamt scheint sich das Themenspektrum an den alltäglichen Lebensbereichen der Bevölkerungsmehrheit zu orientieren, während die institutionellen Handlungsbereiche wie Politik und Kultur nahezu bedeutungslos sind.
Mit der Kultivierung des Privaten verlieren auch der Glamour der Prominenz und die institutionelle Öffentlichkeit relativ an Gewicht, stattdessen werden die Bereiche des privaten Alltags mit seinen Problemen und Konflikten, die einerseits in den Beziehungen des Einzelnen zur Außenwelt, andererseits im persönlichen Intimbereich liegen, häufig dargestellt.
Mit steigender Konkurrenz dieser Sendeformate untereinander werden die Themen zunehmend provokativ formuliert. Außerdem orientieren sie sich inhaltlich stärker an privat artikulierten Wünschen, Problemen und Konflikten, die zum Teil den Bereich der gesellschaftlich akzeptierten Normen überschreiten. Sex- und Erotikthemen haben zwar einen hohen öffentlichen Aufmerksamswert, ihr tatsächlicher Anteil spielt jedoch nur eine relativ geringe Rolle.
Wichtiger als dieser Bereich erscheint die Tendenz zur konzeptionellen Veränderung der Daily Talkshows, wobei das Thema an Bedeutsamkeit verliert, dafür das Affektpotential und die Artikulationsformen der Akteure aus Randmilieus neuen Aufmerksamkeits- und Unterhaltungswert erhalten. Diese Tendenz zur Entthematisierung der Talkshow geht einher mit einem anderen Verständnis von der Rolle der Akteure: Es bedarf keiner Kompetenz mehr in einem bestimmten Sachgebiet, um eine Position mit Argumenten zu vertreten, sondern es kommt vielmehr darauf an, in ungewöhnlichen Formen der Selbstdarstellung neue Aufmerksamkeitsimpulse zu erschließen.

#### Kritik
Kritiker bemängeln, dass in diesen Formaten meist „Menschen aus problematischen Umfeldern oder in schwierigen persönlichen Situationen, Menschen in seelischen Krisen, Opfer von Missbrauch, Menschen mit finanziellen Schwierigkeiten aufgrund Verschuldung, Problemfamilien“ zur Schau gestellt werden. Weiterhin diene die Selbstentäußerung der Privatheit und Intimität lediglich einer Befriedigung voyeuristischer Interessen des Publikums, oftmals führt dies gar zu stärkeren Problemen des Protagonisten nach der Ausstrahlung. Einige dieser Talkshows setzen auch bezahlte Laiendarsteller ein, auch Publikumsreaktionen werden durch schriftliche oder optische Anweisungen manipuliert.
Medienpsychologen sprechen hier auch vom Affektfernsehen, dessen Merkmale eine meist künstlich erzeugte Personalisierung, Authentizität, Intimisierung oder Emotionalisierung sind. Die Medienwissenschaftler Gary Bente und Bettina Fromm etablierten 1997 für diese Talkshows die Bezeichnung „Affekt-Talks“. Angela Keppler unterscheidet zwischen dem narrativen Realitätsfernsehen und dem performativen Realitätsfernsehen. Beim performativen Realitätsfernsehen handelt es sich „um Unterhaltungssendungen, die sich zur Bühne herausgehobener Aktionen machen, mit denen gleichwohl direkt oder konkret in die Alltagswirklichkeit der Menschen eingegriffen wird.“ Beim narrativen Realitätsfernsehen werden die „Zuschauer mit der authentischen oder nachgestellten Wiedergabe tatsächlicher Katastrophen unterhalten“.

### „Polit-Talk“
Speziell für Polit-Talkshows lassen sich nach Girnth/Michel (2007) folgende Charakteristika nennen:
- Institutionalisierung: Die Sprechhandlungen sind institutionell reglementiert, was Auswirkungen beispielsweise auf das Rederecht, die Rededauer etc. hat.
- Diskursivität: Sprachliche Äußerungen verweisen immer auf vorangehende Diskurse/Texte und nachfolgende Diskurse/Texte. Politiker müssen somit das Vorwissen ihrer (direkten und indirekten) Gesprächspartner berücksichtigen.
- Repräsentationalität: Die Politiker sind Repräsentanten der jeweiligen Partei, mit der sie die gleichen Deutungsmuster und Bewertungsmaßstäbe teilen. Es grenzt sich somit eine Eigen- von einer Fremdgruppe ab.
- Öffentlichkeit und Massenmedialität: Zwei Interaktionsebenen lassen sich hinsichtlich des öffentlich-politischen Sprachgebrauchs unterscheiden. Erstens die direkte Interaktion zwischen Politikern (und Parteien) und zweitens die Interaktion zwischen Politikern und der lediglich indirekt beteiligten Öffentlichkeit. Hierdurch manifestiert sich vielfach der Inszenierungscharakter der ersten Ebene, was zur Persuasion auf der zweiten Ebene führt.

#### Kritik an politischen Talkshows
Viele Kritiker beanstanden die fehlende Meinungsvielfalt bei politischen Talkshows. Laut einer Studie, welche über 1200 Sendungen u. a. von Anne Will, Hart aber fair, Maischberger und Maybrit Illner analysiert, gebe es eine Art "Cliquenbildung" in den großen deutschen Talkrunden. Fast zwei Drittel der Gäste sind Bundespolitiker und Journalisten. Kaum eingeladen hingegen werden EU- und Kommunalpolitiker, Gewerkschaften, Sozialverbände und Nichtregierungsorganisationen. Die fehlende Repräsentation dieser Gruppen sei eine vergebene Chance für mehr Bürgernähe.
Kritisiert werden insbesondere manche solcher Polittalk-Formate, da Talkshow-Auftritte von Politikern eher der Steigerung des Bekanntheitsgrads dienen und weniger eine ernsthafte und gründliche Auseinandersetzung mit politischen Themen ermöglichen sollen. Ferner wird eine Zunahme politischer Meinungsbildung im außerparlamentarischen Raum sowie die zunehmende Bedeutung von „professioneller Selbstdarstellung“ und „Inszenierung von Problemlösungskompetenz“ und eine „Politik der Verbandsvertreter und Lobbyisten“ kritisiert.

## Erklärungsmodelle zur Rezeption von Fernseh-Talkshows

### Grundsätzliche medienpsychologische Funktionen
In der Medienforschung finden sich verschiedene Erklärungsansätze, warum Fernsehzuschauer Unterhaltungsangebote nutzen. Am häufigsten wird dies als eine Form des Eskapismus interpretiert, um der Monotonie des Alltags zu entfliehen und sich leicht und risikolos in reizvolle und interessante medial vermittelte Scheinwelten zu versetzen. Demgegenüber wies Ursula Dehm schon 1984 darauf hin, dass die Zuschauer Informationssendungen aber auch als unterhaltsam und vermeintlich reine Unterhaltungssendungen als informativ begreifen. Unterhaltungsangebote können von den Zuschauern auf zwei Ebenen wahrgenommen werden – einmal als pure Unterhaltung und einmal als eine Art von Informationsangebot, mit dessen Hilfe es gelingt, soziale Orientierungsbedürfnisse zu befriedigen.
Geht man von den klassischen Funktionen der Massenmedien aus, so sprechen Talkshows folgende Grundbedürfnisse an:
- Die soziale Orientierungs- oder Informationsfunktion, nach der Medien ihre Nutzer mit vielfältigen Informationen versorgen und ihnen helfen, sich in einer komplexen Umwelt zurechtzufinden.
- Die Rekreationsfunktion spricht das Bedürfnis der Rezipienten nach Entspannung und Entlastung an. Durch das Fernsehen wird es möglich, dem Alltagsleben zu entfliehen und Traumwelten, die außerhalb des eigenen Erlebensbereiches liegen, kennenzulernen.
- Die Integrationsfunktion, nach der das Fernsehen fehlende Kontakte zur Umwelt herstellt, Informationsdefizite und Unsicherheiten angesichts einer unbekannten oder sich verändernden Umwelt ausgleicht.
- Die interaktive Funktion, indem neue Anregungen und Inhalte vermittelt werden, die zur Knüpfung sozialer Kontakte und zu gemeinsamen Gesprächsinhalten beitragen.[23]

### Die Bedeutung von Talkshows für Rezipienten
Einerseits können Talkshows als inszenierte Shows gesehen werden, die lediglich der Unterhaltung dienen. Da sie durch ihre oftmals oberflächliche, plakative und inszenierte Form weder ihrem Anspruch gerecht werden können, tatsächlich aufzuklären und zu informieren, noch einer sachlichen Auseinandersetzung und ausgewogenem Meinungsbild dienlich sind, bleibt zuletzt nur ihr Showcharakter im Sinne einer medialen Inszenierung von Betroffenheitskommunikation. Gerade diesen Showcharakter findet ein Teil der Zuschauer attraktiv. So werden Talkshows im Hinblick auf ihren Anspruch, sachliche Aufklärung und Information zu leisten, zwar insgesamt eher negativ beurteilt, gleichzeitig aber auch als eine Art von „Freak-Show“ als unterhaltsam gesehen.
Andererseits schätzen die Zuschauer Talkshows aufgrund ihrer wahrgenommenen Authentizität: Es sind dort „normale“ Menschen – und nicht etwa Experten – zu sehen, die etwas zu einem Alltagsthema oder -problem zu sagen haben, wobei die Talkgäste als Stellvertreter fungieren, die der eigenen Person ähnlich sind. Schließlich eröffnet sich die Möglichkeit, sich selbst (wenn auch nicht direkt) in die Diskussion einzumischen und die eigene Meinung mit der im Fernsehen geäußerten zu vergleichen. Die Nutzung von Talkshows ist somit vorrangig mit Motiven verbunden, die sich auf den sozialen Vergleich mit anderen Personen beziehen, um die Angemessenheit der eigenen Lebensführung oder des zwischenmenschlichen Verhaltens zu überprüfen. Die (vermeintliche) Normalität der präsentierten Themen und Personen unterstützt solche Vergleichsprozesse, die sowohl in der Identifikation mit, als auch in der Abgrenzung von den auftretenden Personen bestehen können. Gleichzeitig wollen Talkshow-Rezipienten auch emotional mitbeteiligt werden, was durch emotionale Bindungen zu den Moderatoren und den Kandidaten geschieht.

### Zugangsweisen zu Talkshow-Inhalten
Als Zugangsweisen zu Talkshows sind – je nach Vorstellungen und Erwartungen der Zuschauer – drei Dimensionen zu unterscheiden:
- Man kann die Inszenierung naiv für wahr und die Argumente für glaubwürdig halten und die Sendung somit als ernsthafte Problemdiskussion einordnen. Oder man kann die Sendung reflektiert betrachten, was ein gewisses Maß an Hintergrundwissen voraussetzt, und sich über den Inszenierungscharakter, die Dramaturgie sowie die Motive der Teilnehmer Gedanken machen.
- Man kann die Sendung involviert verfolgen, also von einem Thema selbst betroffen oder von einer Person fasziniert bzw. angerührt sein. Oder dazu ein distanziertes Verhältnis haben.
- Die Sendung kann eher unterhaltungsorientiert verfolgt werden, oder aber um Orientierung in spezifischen Fragen gewinnen zu können.[24]

### Emotionale Beteiligung in der Rezeption von Talkshows
In Bezug auf die Fernsehrezeption lassen sich drei Modalitäten emotionaler Beteiligung unterscheiden, die jeweils durch die Art der Beziehung zwischen Rezipient und Akteur charakterisiert sind:
- Empathie: Im Falle der empathischen Beteiligung befindet sich der Zuschauer in der Position des Augenzeugen und fühlt auf der Basis empfundener Sympathie mit dem Protagonisten. So könnte der Zuschauer von Affekt-Fernsehangeboten Mitleid für einen Studiogast empfinden, der über eine belastende, dem Rezipienten jedoch fremde Erfahrung, berichtet.
- Identifikation: Die Identifikation transportiert hingegen das Gefühl, der Protagonist zu sein, wodurch der Zuschauer das Geschehen mit den Augen des Akteurs sieht und beispielsweise Bedrohung, Trauer und Freude miterlebt. Er würde sich selbst belastet fühlen, wenn ein Gast ein dem Zuschauer ähnliches Schicksal schildert und vor der Kamera in Tränen ausbricht.
- Parasoziale Interaktion: Das Konzept der parasozialen Interaktion bzw. parasozialen Beziehung geht schließlich davon aus, dass es zwischen Bildschirmakteur und Zuschauer zu Interaktionen kommen kann, auf deren Grundlage sich längerfristige gefühlsmäßige Bindungen entwickeln können.[25]

### Talkshows aus kultivierungstheoretischer Perspektive
Die Kultivierungsthese (auch Kultivierungsanalyse) geht von langfristigen Interaktionsprozessen zwischen dem omnipräsenten Medium Fernsehen und der Realitätswahrnehmung der Rezipienten aus. In Analogie dazu lässt sich ein Zusammenhang zwischen bestimmten Darstellungsformen und Inhalten von Talkshows und der Realitätswahrnehmung der Rezipienten vermuten. Der tägliche Senderhythmus der einzelnen Shows, die flächendeckende Präsenz dieser Formate im Nachmittagsprogramm der zuschauerstärksten Programme, die sich innerhalb einzelner Formate oft wiederholenden Themen, die über verschiedene Formate und Sendungen hinweg stereotypen Darstellungen von Themen, Konflikten nicht prominenter Gäste und die von ihnen eingebrachten Problemstellungen aus dem Alltagsleben, die es den Zuschauern ermöglichen, die Sendungen auf ihre eigene Realität zu beziehen, sowie die stabilen, ritualisierten Inszenierungsformen – all das lässt einen Zusammenhang zwischen Talkshow-Inhalten, Talkshow-Nutzung und Realitätswahrnehmung vorstellbar erscheinen.
Folgende drei Merkmale könnten dabei zu bestimmten Verzerrungen der Realitätswahrnehmung führen:
- Talkshows lassen dysfunktionale Beziehungen und bizarre Probleme als normale und charakteristische Merkmale der Gesellschaft erscheinen.
- Sie desensibilisieren Zuschauer gegenüber menschlichem Leiden, indem sie sich ausschließlich sensationellen Begebenheiten widmen.
- Außerdem veranlassen sie die Zuschauer, komplexe soziale Zusammenhänge zu trivialisieren.[26]

Wahrscheinlich ist darüber hinaus ein Wirkmechanismus, der sich auf die Entstehung sozialer Kategorien bezieht und bei dem das Plakative des Dargestellten eine besondere Rolle spielt: Mit vielen Themen, die in Talkshows behandelt werden, ist der Rezipient in seiner Lebensrealität kaum oder gar nicht konfrontiert. Die Begegnung mit Personen, die solche wenig bekannten oder unbekannten Lebensrealitäten repräsentieren, prägt daher die Vorstellung über diese Gruppe sehr viel stärker als generelle (z. B. statistische) Informationen. Ein Grund dafür mag sein, dass die drastischen, lebhaften und emotionalisierenden Darstellungen in Talkshows einen größeren Einfluss auf die Meinungsbildung beim Zuschauer haben, als eine nüchterne, abwägende und sachliche Behandlung eines Themas.

## Deutschland

### Entwicklung
Unmittelbar nach dem Neubeginn des deutschen Fernsehens in der Bundesrepublik wie der DDR war die Gesprächssendung eine häufige Sendeform, weil es den Fernsehpionieren an technischen und finanziellen Mitteln fehlte. Auch hier kam es zu Kooperationen mit dem Hörfunk, ferner wurden Veranstaltungen wie Podiumsgespräche mit Zuschauerbeteiligung ins Programm übernommen. Auch in den ersten Jahren des ZDF und später beim Sendestart der kommerziellen Sender in Westdeutschland wurden die Programme aus Kostengründen in beträchtlichem Maße mit Gesprächssendungen bestückt. Am 6. Januar 1952 begann in Deutschland im UKW-Programm des NWDR der Internationale Frühschoppen – ebenfalls wie das amerikanische Vorbild sonntags – und ging nach Aufspaltung des NWDR im 1956 auf den WDR über. Ab 30. August 1953 strahlte das Fernsehen die Fernsehserie aus, die erste deutsche TV-Talkshow war entstanden. Bis zum 20. Dezember 1987 liefen 1874 Folgen der weißweintrinkenden Beteiligten.
1955–1957 moderierte Margot Hielscher im Bayerischen Fernsehen die Talkshow Zu Gast bei Margot Hielscher. In der Sendung waren unter anderem Maurice Chevalier und Romy Schneider zu Gast.
Die erste Talkshow nach heutigem Verständnis startete zunächst am 18. März 1973 im Dritten Programm des WDR mit Dietmar Schönherr unter dem Titel Je später der Abend, wurde ab 31. Dezember 1973 im Ersten Programm gezeigt und lief bis 29. Juli 1978. Sie war der Prototyp der Talkshow, dem im NDR Fernsehen die Sendung 3 nach 9 ab 19. November 1974 folgte. Ebenfalls im Dritten Programm, und zwar im Westdeutschen Fernsehen, wurde ab dem 25. Januar 1976 aus dem Kölner Kabarett- und Kleinkunsttheater Senftöpfchen der Kölner Treff ausgestrahlt.
Mit dem Aufkommen der Privatsender stieg auch die Zahl der Talkshows. RTL Television setzte mit Karl Dall in Dall-As ab 19. Januar 1985 auf die Schlagfertigkeit dieses Moderators, Explosiv – Der heiße Stuhl mit Ulrich Meyer seit 15. Januar 1989 auf Konfrontation. Nachdem die ARD mit Talk täglich bereits erste Versuche in dieser Richtung unternommen hatte, setzte sich mit der Übernahme der amerikanischen Programmstruktur durch den Sender RTL im Jahr 1992 das Konzept der nachmittäglichen Talkshows auch auf dem deutschen Fernsehmarkt durch. Hans Meiser präsentierte ab 14. September 1992 die unter seinen Namen laufende erste tägliche Talkshow. Nach der schnellen Etablierung des RTL-Vorreiters folgte ein Jahr später Ilona Christen (RTL), worauf mehrere Daily Talks auf vielen Programmen starteten: Arabella (ProSieben), Fliege (Das Erste), Bärbel Schäfer (RTL), Vera am Mittag (Sat.1), Kerner (Sat.1) und andere mehr. Das Magazin Focus zählte 1996 pro Woche über 80 Talkshows im deutschen Fernsehprogramm. „Die protektionistische Pastoralität eines Jürgen Fliege steht neben der moralischen Betroffenheit einer Vera Int-Veen, die schrille Arabella Kiesbauer neben der emotionalen Betroffenheit einer Ilona Christen, die (gespielte) Naivität von Juliane & Andrea neben dem verständnisvollen Kumpel Johannes B. Kerner, die zwischen (gespielter) Unsicherheit und Provokation schwankende Bärbel Schäfer neben dem mit einem Anflug von Ironie ausgestatteten Hans Meiser.“
Im 1998 sahen sich viele deutsche Produktionsfirmen mit einer steigenden Anzahl von Abmahnungen und Beanstandungen konfrontiert. Um drohenden staatlichen Eingriffen zu entgehen, einigte sich die Branche auf einen gemeinsamen Verhaltenskodex, den sogenannten „Code of Conduct“. Er verpflichtete sie dazu, Maßnahmen zu ergreifen, um extreme Ansichten auszugleichen, Diskriminierungen und vulgäre Sprache zu unterbinden, Eskalationen zu vermeiden und Konflikte stets mit Hinweisen auf mögliche Vorgehensweisen zu lösen. Nachdem er zunächst für eine Abmilderung sorgte, wurden die Themen in der Folge noch drastischer als zuvor.
Durch ein Überangebot an Sendungen und den zunehmenden Substanzverlust verlor diese Programmform jedoch mit der Zeit an Bedeutung und wurde zunächst durch die formal wie inhaltlich verwandten Gerichtsshows und danach durch sogenannte Scripted-Reality-Formate ersetzt.

### Konventionelle Talkshow-Formate zu Politik, Kultur, Sport und Gesellschaft

#### Aktuell auf Sendung
- Der Internationale Frühschoppen mit Werner Höfer (Deutsches Fernsehen/ARD, 1952–1987), unterschiedlich (WDR, seit 2002)
- Hart aber fair mit Louis Klamroth (Das Erste / WDR)
- maischberger. die woche (vormals Maischberger und Menschen bei Maischberger) mit Sandra Maischberger (Das Erste)
- Caren Miosga mit Caren Miosga (Deutsches Fernsehen/ARD, seit 2024)
- Presseclub mit Ellen Ehni (seit 2018), Susan Link (seit 2022) oder Jörg Schönenborn (Das Erste / WDR)
- Maybrit Illner mit Maybrit Illner (ZDF)
- Markus Lanz mit Markus Lanz (ZDF)
- Münchner Runde mit Christian Nitsche (seit 2017) und Achim Wendler (seit 2019) (Bayerisches Fernsehen)
- Der Sonntags-Stammtisch mit Hans Werner Kilz (Bayerisches Fernsehen)
- Tagesgespräch (ARD-alpha)
- Riverboat (MDR)
- NDR Talk Show (NDR)
- 3 nach 9 mit Giovanni di Lorenzo und Judith Rakers (Radio Bremen)
- Thadeusz und die Beobachter mit Jörg Thadeusz (RBB)
- Nachtcafé (SWR)
- Kölner Treff (WDR)
- Phoenix Runde mit Anke Plättner / Alexander Kähler (Phoenix)
- Unter den Linden mit Michaela Kolster und Michael Hirz (Phoenix)
- Doppelpass (Sport1)

#### Ehemalige/bereits abgesetzte Talkshows
- Absolute Mehrheit mit Stefan Raab und Peter Limbourg (ProSieben)
- Anne Will mit Anne Will (Das Erste)
- Arabella mit Arabella Kiesbauer (ProSieben, 1994-2004)
- Bärbel Schäfer mit Bärbel Schäfer (RTL, 1995-2002)
- Beckmann mit Reinhold Beckmann (Das Erste)
- Bei Brender! mit Nikolaus Brender (n-tv)
- Blond am Freitag mit Ralph Morgenstern (ZDF, 2001–2007)
- Boulevard Bio mit Alfred Biolek (Das Erste)
- Britt – Der Talk mit Britt Hagedorn (2001–2013)
- Busch@n-tv mit Leo Busch (n-tv)
- Club 1 mit Hannes Ringlstetter, ARD
- Das Duell bei n-tv mit Heiner Bremer (n-tv)
- Dickes B (RBB)
- Eins gegen Eins mit Claus Strunz (Sat.1)
- Günther Jauch mit Günther Jauch (Das Erste)
- Hans Meiser mit Hans  Meiser (RTL, 1992-2001)
- Hier spricht Berlin mit Eva-Maria Lemke und Jessy Wellmer, ARD
- Je später der Abend (Westdeutsches Fernsehen/Deutsches Fernsehen)
- Kaffeeklatsch mit Ralph Morgenstern (ZDF)
- Johannes B. Kerner mit Johannes B. Kerner (ZDF)
- Kerner mit Johannes B. Kerner (Sat.1, 2009–2011)
- Klönsnack aus Rostock (DFF/Fernsehen der DDR)
- Nachtstudio mit Volker Panzer (ZDF, 1997–2012)
- Sabine Christiansen mit Sabine Christiansen (Das Erste)
- Vorsicht! Friedman mit Michel Friedman
- Studio Friedman mit Michel Friedman (Welt, 2004-2021)
- Leute (SFB, 1983–1989) mit Henryk M. Broder, Elke Heidenreich, Gisela Marx, Wolfgang Menge übertragen aus dem Café Kranzler in Berlin
- Leute am Donnerstag
- Donnerstag-Gespräch (Fernsehen der DDR/DFF)
- Peter Hahne in Berlin, ZDF
- Porträt per Telefon (DFF/Fernsehen der DDR)
- Quergefragt im SWR Fernsehen mit Anke Hlauschka und Birgit Wentzien-Ziegler (2002–2008)
- Roche & Böhmermann mit Charlotte Roche und Jan Böhmermann (ZDFkultur)
- Rosenfeld/Feldenkirchen mit Dagmar Rosenfeld und Markus Feldenkirchen (PHOENIX)
- Talk op Platt mit Ewald Christophers und Gerlind Rosenbusch (NDR, 1982–2006)
- Talk im Turm mit Hauptmoderator Erich Böhme (Sat1, 1990–1999)
- Tietjen und Bommes mit Bettina Tietjen und Alexander Bommes (NDR, 1997-2019)
- Unter uns – Geschichten aus dem Leben (MDR) mit Griseldis Wenner und Axel Bulthaupt
- Vera am Mittag, Sat.1 (1996–2006) mit Vera Int-Veen
- Zimmer frei! mit Christine Westermann und Götz Alsmann (WDR)
- 2+Leif mit Thomas Leif (SWR)

### Ehemalige tägliche Talkshow-Formate zu Alltagsthemen

#### ARD/ZDF
- Dieter Speck mit Dieter Speck (Das Erste, 2003)
- Fliege – die Talkshow mit Jürgen Fliege (Das Erste, 1994–2005)
- Inka! mit Inka Bause (ZDF, 2013)
- Mensch, Ohrner! mit Thomas Ohrner (ZDF, 1998–1999)

#### RTL
| 1992        | 1993           | 1994           | 1995           | 1996           | 1997           | 1998           | 1999           | 1999                    | 2000                    | 2001                    | 2002                    | 2003                    | 2004                    | 2005                    | 2006                    | 2007                    | 2008                    | 2009 | 2020          |
| Hans Meiser |                |                |                |                |                |                |                |                         |                         |                         |                         |                         |                         |                         |                         |                         |                         |      |               |
|             | Ilona Christen | Ilona Christen | Ilona Christen | Ilona Christen | Ilona Christen | Ilona Christen | Ilona Christen | Die Oliver Geissen Show | Die Oliver Geissen Show | Die Oliver Geissen Show | Die Oliver Geissen Show | Die Oliver Geissen Show | Die Oliver Geissen Show | Die Oliver Geissen Show | Die Oliver Geissen Show | Die Oliver Geissen Show | Die Oliver Geissen Show |      |               |
|             |                |                | Bärbel Schäfer |                |                |                |                |                         |                         |                         |                         |                         |                         |                         |                         |                         |                         |      |               |
|             |                |                |                |                |                | Birte Karalus  |                |                         |                         |                         |                         |                         |                         |                         |                         |                         |                         |      |               |
|             |                |                |                |                |                |                | Sabrina        |                         |                         |                         |                         |                         |                         |                         |                         |                         |                         |      |               |
|             |                |                |                |                |                |                |                |                         |                         |                         |                         |                         |                         |                         |                         |                         | Natascha Zuraw          |      |               |
|             |                |                |                |                |                |                |                |                         |                         |                         |                         |                         |                         |                         |                         |                         |                         |      | Marco Schreyl |

Erste tägliche Talkshow war Hans Meiser mit Hans Meiser, die am 14. September 1992 auf Sendung ging und werktags um 16.00 Uhr ausgestrahlt wurde. Ein Jahr später folgte auf dem 15.00-Uhr-Sendeplatz Ilona Christen mit Ilona Christen, 1995 Bärbel Schäfer mit Bärbel Schäfer um 14.00 Uhr.
Ab September 1998 kam mit Birte Karalus und Birte Karalus eine vierte Talkshow hinzu, die um 14.00 Uhr ausgestrahlt und wofür Bärbel Schäfer bereits auf den Sendeplatz um 13.00 Uhr vorgezogen wurde. Als fünfte Talkshow des Senders und einzige am Vormittag wurde im Januar 1999 zudem Sabrina mit Sabrina Staubitz ins Programm genommen. Anfang 1999 wurden außerdem die Sendeplätze von Bärbel Schäfer (ab dann um 15.00 Uhr) und Ilona Christen (ab dann um 13.00 Uhr) getauscht. Im August wurde Oliver Geissen mit der Oliver Geissen Show Christens Nachfolger auf dem Sendeplatz um 13.00 Uhr.
Aufgrund nachlassender Zuschauerzahlen wurden zuerst die beiden kurzlebigsten Sendungen des Senders wieder aus dem Programm genommen: Birte Karalus im September und Sabrina im Oktober 2000. Auf dem 14.00-Uhr-Sendeplatz wurde fortan Bärbel Schäfer gezeigt, auch Hans Meiser war ab diesem Zeitpunkt bereits eine Stunde früher um 15.00 Uhr zu sehen. Nach gut einem halben Jahr auf diesem Sendeplatz wurde jedoch auch Meisers Talkshow im März 2001 nach etwa 1700 Folgen aus dem Programm genommen. Schäfers Sendung wurde noch etwa eineinhalb Jahre weiter gesendet und schließlich im August 2002 abgesetzt.
Als einzige Sendung wurde die Oliver Geissen Show beibehalten, die im Oktober 2007 nach der Verlängerung des Magazins Punkt 12 auf 14.00 Uhr verlegt wurde. Im Mai 2008 wurde mit Natascha Zuraw und Natascha Zuraw sogar nochmals um 15.00 Uhr eine zweite Talkshow gestartet, nach nur 19 Folgen jedoch wieder aus dem Programm genommen. Komplett vom Genre der täglichen Talkshows verabschiedete sich RTL dann im August 2009 mit der Absetzung der Oliver Geissen Show nach genau zehn Jahren Laufzeit.
Nach mehr als 10 Jahren ohne Talkshow bei RTL versucht sich RTL ab dem 10. Februar 2020 wieder mit einer Talkshow. Marco Schreyl moderiert dann die gleichnamige Talkshow werktags um 16:00 Uhr.

#### Sat.1
| 1993     | 1994 | 1995 | 1996           | 1997   | 1998   | 1998        | 1999        | 2000        | 2000                          | 2001                          | 2001                          | 2002                          | 2003                          | 2004                          | 2005                     | 2006                     | 2007                     | 2008                     | 2009                     | 2010                     | 2011                     | 2012                     | 2013                     |
| Herrmann |      |      |                |        |        |             |             |             |                               |                               |                               |                               |                               |                               |                          |                          |                          |                          |                          |                          |                          |                          |                          |
|          |      |      | Vera am Mittag |        |        |             |             |             |                               |                               |                               |                               |                               |                               |                          |                          |                          |                          |                          |                          |                          |                          |                          |
|          |      |      | Kerner         | Kerner | Kerner | Jörg Pilawa | Jörg Pilawa | Jörg Pilawa | Franklin – Deine Chance um 11 | Franklin – Deine Chance um 11 | Franklin – Deine Chance um 11 | Franklin – Deine Chance um 11 | Franklin – Deine Chance um 11 | Franklin – Deine Chance um 11 |                          |                          |                          |                          |                          |                          |                          |                          |                          |
|          |      |      |                | Sonja  | Sonja  | Sonja       | Sonja       | Sonja       | Sonja                         | Sonja                         | Britt – Der Talk um eins      | Britt – Der Talk um eins      | Britt – Der Talk um eins      | Britt – Der Talk um eins      | Britt – Der Talk um eins | Britt – Der Talk um eins | Britt – Der Talk um eins | Britt – Der Talk um eins | Britt – Der Talk um eins | Britt – Der Talk um eins | Britt – Der Talk um eins | Britt – Der Talk um eins | Britt – Der Talk um eins |
|          |      |      |                |        |        |             | Ricky!      | Ricky!      | Peter Imhof                   | Peter Imhof                   | Peter Imhof                   |                               |                               |                               |                          |                          |                          |                          |                          |                          |                          |                          |                          |

Erste tägliche Talkshow im Programm des Privatsenders Sat.1 war die von Wolf-Dieter Herrmann moderierte halbstündige Sendung Herrmann – Die Talkshow für Sie, die von Januar bis März 1993 zur Mittagszeit um 12.00 Uhr ausgestrahlt wurde. Nach deren Ende dauerte es fast drei Jahre, bis mit der von Johannes B. Kerner moderierten Sendung Kerner im Januar 1996 wieder eine Talkshow ins Programm aufgenommen wurde. Die um 11.00 Uhr gezeigte Sendung wurde bereits zwei Wochen später um eine zweite Talkshow Vera am Mittag mit Vera Int-Veen ergänzt, die im Anschluss daran um 12.00 Uhr ausgestrahlt wurde. Ein Jahr später kam mit der nach ihrer Moderatorin Sonja Zietlow benannten Sendung Sonja um 13.00 Uhr die dritte Talkshow hinzu.
Ende 1997 wechselte Johannes B. Kerner zum ZDF, sodass ab Anfang 1998 Jörg Pilawa mit der gleichnamigen Sendung Jörg Pilawa den Sendeplatz um 11.00 Uhr übernahm. Ab August 1999 wurde mit Ricky Harris und seiner Sendung Ricky! um 14.00 Uhr eine vierte Talkshow ins Programm genommen, die jedoch bereits im März 2000 durch Peter Imhof mit Peter Imhof ersetzt wurde.
Weitere Personalwechsel entstanden, als Pilawa die Quiz Show im Abendprogramm von Sat.1 übernahm und Zietlow zu RTL wechselte. Pilawas Nachfolger wurde im August 2000 die Sendung Franklin – Deine Chance um 11 mit Franklin, Britt Hagedorn übernahm im Januar 2001 mit Britt – Der Talk um eins den Sendeplatz von Zietlow.
Dem nachlassenden Zuschauerinteresse fiel zunächst im November 2001 Peter Imhof zum Opfer, im August 2004 dann auch die gegen Ende noch kurzzeitig auf den Sendeplatz um 10 Uhr verlegte Talkshow von Franklin. Nach zehn Jahren Laufzeit wurde im Januar 2006 auch Vera am Mittag aus dem Programm genommen. Lediglich Britt – Der Talk um eins hielt sich als einzige Talkshow einige weitere Jahre. Mit 2112 Folgen wurde aber auch sie als letzte verbliebene und am längsten gelaufene tägliche Talkshow im deutschen Fernsehen am 28. März 2013 abgesetzt.

#### ProSieben
| 1994     | 1994     | 1995 | 1996 | 1997 | 1998          | 1999   | 2000 | 2001 | 2002 | 2003 | 2004 |
| Lindenau |          |      |      |      |               |        |      |      |      |      |      |
|          | Arabella |      |      |      |               |        |      |      |      |      |      |
|          |          |      |      |      | Andreas Türck |        |      |      |      |      |      |
|          |          |      |      |      |               | Nicole |      |      |      |      |      |

Nach dem Erfolg der Talkshows bei RTL startete auch ProSieben im April 1994 seine erste Talkshow, die eigentlich von Arabella Kiesbauer moderiert werden sollte. Diese fiel jedoch wegen einer Stimmbandentzündung für den anvisierten Sendestart aus, sodass am 5. April 1994 um 15.00 Uhr zunächst der Journalist Michael Lindenau mit der Sendung Lindenau auf Sendung ging. Bereits nach einem Monat wurde dessen Sendung wegen schlechter Quoten jedoch auf den Sendeplatz um 9.00 Uhr verschoben, wo sie nach einem weiteren Monat wieder eingestellt wurde.
Kiesbauer ging schließlich mit der Sendung Arabella  unmittelbar darauf am 6. Juni 1994 um 14.00 Uhr wesentlich erfolgreicher an den Start. Zwischen Februar 1996 und März 1997 wurde mit Arabella Night zusätzlich eine Spätabendvariante von Arabella ausgestrahlt. 1998 nahm ProSieben mit Andreas Türck, moderiert von Andreas Türck, eine zweite Talkshow ins Programm, die ab dem 25. Februar 1998 auf dem Sendeplatz um 15.00 Uhr ausgestrahlt wurde. Ein Jahr später folgte am 4. März 1999 mit Nicole – Entscheidung am Nachmittag und Nicole Noevers um 16.00 Uhr die dritte Talkshow des Senders.
Am 7. Dezember 2001 wurde zunächst Nicole – Entscheidung am Nachmittag wieder eingestellt. Kurz darauf folgte am 15. Januar 2002 auch Andreas Türck, als Wiederholung im Mittags- bzw. Vormittagsprogramm überdauerte die Sendung bis Mitte 2003. Türcks Sendeplatz am Nachmittag übernahm Tobias Schlegl mit Absolut Schlegl, ehe die Sendung Ende 2002 nach knapp einem Jahr wieder eingestellt wurde. Nach immer weiter zurückgehenden Quoten wurde mit Arabella nach zehn Jahren Laufzeit am 4. Juni 2004 auch die letzte Talkshow aus dem Programm des Senders genommen.

#### Weitere
Zusammenschnitte verschiedener Talkshows werden in den Formaten talk talk talk (ProSieben), Voll Total (Super RTL) und Best Of Talk (Sat.1) gezeigt.
RTL II hatte im Jahr 2017 die Talkshow Detlef Soost, moderiert von Detlef Soost, im Programm. Nach 22 Folgen wurde die Talkshow allerdings wegen schlechter Quoten wieder abgesetzt.

## USA

### Entwicklung
Der Fernsehvorläufer der Talkshows war Meet the Press im amerikanischen Privatfernsehen: Die Show startete auf NBC am 6. November 1947 und gilt als die am längsten laufende Fernsehserie überhaupt. 1951 fand die erste Talkshow im heutigen Sinne statt, die The Joe Franklin Show, die 42 Jahre lang bis 6. April 1993 lief. Ebenfalls sonntags lief vom 12. Oktober 1958 bis zum 29. Mai 1960 Small World mit Edward R. Murrow.
Bezüglich der historischen Entwicklung der US-amerikanischen Talkshow-Szene lassen sich vier Entwicklungsstränge nachzeichnen:
- Die US-Talkshows hatten ihren Ursprung bereits Anfang der 1950er-Jahre mit einer Konzeption, bei der im Wesentlichen unterhaltende Gespräche mit Prominenten im Vordergrund standen.
- Mit den Moderatoren Dick Cavett und Phil Donahue begann Ende der 1960er Jahre eine zweite Phase, bei der sich das sachliche Interview und die Zuschauerbeteiligung als neue Elemente der Talkshow etablierten.
- Im Zuge einer Popularitätskrise Mitte der 1970er-Jahre wurden informative Talkshows weitgehend in den Hintergrund gedrängt, nur unterhaltende Talk-Programme, wie Johnny Carsons Tonight Show, konnten ihr Stammpublikum halten.
- Erst in den 1980er Jahren entwickelten sich aus dem Vorbild Phil Donahues zwei neue Talkshow-Gattungen: Zum einen die „Confessional-Talkshow“ (umfasst auch die „Daily Talkshow“), in denen nicht-prominente Gäste über gesellschaftliche Tabuthemen sprechen. Zum anderen der „Confro-Talk“, bei dem über ein kontroverses Thema in einer künstlich angeheizten Ringkampfatmosphäre gestritten wird.

Erfolgreichste „Daytime Show“ war die vom 8. September 1986 bis zum 25. Mai 2011 laufende Oprah Winfrey Show.

### Auswahl
- The Phil Donahue Show (1967–1996) mit Phil Donahue, eine der ersten landesweit ausgestrahlten Talkshows
- The Sally Raphael Show, später Sally (1986–2002) mit Sally Jessy Raphael
- The Oprah Winfrey Show (1986–2011) mit Oprah Winfrey
- El Show de Christina (seit 1989), spanischsprachige Talkshow mit Christina Saralegui
- The Christina Show (1990), englische Variante von El Show de Christina mit Christina Saralegui
- The Montel Williams Show (1991–2008) mit Montel Williams
- The Jerry Springer Show (1991–2018) mit Jerry Springer
- The Maury Povich Show, später Maury (seit 1991) mit Maury Povich
- The Jenny Jones Show (1991–2003) mit Jenny Jones
- The Ricki Show (1993–2005) mit Ricki Lake
- The Howard Stern Show (1994–2005) mit Howard Stern
- The Klingbling Show (1995–2003) mit Morry Jackson
- The Ellen DeGeneres Show (2003–2022) mit Ellen DeGeneres
- The Tyra Banks Show (seit 2005), mit Tyra Banks
- The Steve Wilkos Show (seit 2007) mit Steve Wilkos

## Liste der Fernseh-Talkshows weiterer Länder

### Österreich
- Guten Abend am Samstag mit Heinz Conrads (ORF, 1957–1986)
- Club 2 mit Günther Nenning, Franz Kreuzer u. a. (ORF 2, 1976–1995)
- Phettbergs Nette Leit Show mit Hermes Phettberg (ORF-Satire-Talk, 1995–1996)
- Schiejok Täglich mit Walter Schiejok (ORF, 1995–1999)
- Vera mit Vera Russwurm (ORF 2, 1995–2005)
- Lebens-Künstler – biographische Talkshow mit Helmut Zilk (1995–2008 feiertags auf ORF 2)
- Die Barbara Karlich Show mit Barbara Karlich (seit 1999, Nachmittagstalk in ORF 2)
- Speed mit Hadschi Bankhofer (ATV, 2000–2002)
- Talk to Me mit Eva Pölzl (ATV, 2000 -?)
- Bei Stöckl Abendtalk mit Barbara Stöckl (ORF 2, 2003–2005)
- Offen gesagt, vormals Zur Sache (Polittalk am Sonntagabend, ORF 2)
- Natascha Kampusch trifft mit Natascha Kampusch (Puls 4, 2008)
- hautnah mit Christine Walli (tirol tv seit 2010)
- Gansterer zur Geisterstunde mit Helmut A. Gansterer (Mitternachtstalk, seit 2013 in Schau TV)
- Im Zentrum mit Ingrid Thurnher (ORF2, seit 2007)
- Talk im Hangar-7 (Servus TV)

### Schweiz
- Aeschbacher mit Kurt Aeschbacher (SRF 1)
- Arena (SRF 1)
- Club (SRF 1)
- fussballtalk (SRF zwei)
- TalkTäglich und SonnTalk (TeleZüri)
- Fohrler live mit Dani Fohrler (TV3) (1999–2001)
- Im Gespräch mit Michel von Tell

## Liste gemischter Radio- und Fernseh-Talkshows
- Domian mit Jürgen Domian (Radio 1 Live und WDR Fernsehen, 1995–2016), mit Gesprächen am Telefon
- nachtwach mit Barbara Bürer (Radio SRF 3 und SRF 1 Fernsehen, 2007–2018), mit Gesprächen am Telefon
- Lateline mit Jan Böhmermann (sieben der neun Jugendradios der ARD und EinsPlus, seit 2012), mit Gesprächen am Telefon. In mehreren Staffeln wurde die Radiosendung parallel im Fernsehen gesendet.

## Liste der Radio-Talkshows

### Radio-Talkshows aktuell auf Sendung

#### Talkshows vorwiegend mit Gästen am Telefon (Call-In)
- Blue Moon (Jugendsender Fritz des rbb)
- Çılgın, deutsch-türkisch (WDR Funkhaus Europa)
- Lateline (sieben der neun Jugendradios der ARD), einmal monatlich Gespräch mit Studiogast
- Nightlounge – kultiger Nighttalk auf bigFM und RPR1
- Frag das ganze Land – Die Ö3-Communityshow mit Hiller & Hansa | Hitradio Österreich 3

#### Talkshows vorwiegend mit Gästen im Studio
- Eins zu Eins – Der Talk (Bayern 2)
- Leute (SWR)
- Der Radio-Brunch (bei den Lokalradios von The Radio Group)

### Ehemalige/bereits abgesetzte Radio-Talkshows
- 911 – Deine Talkshow bei Energy (Energy, von 2006 bis 2009), eine Call-in-Talkshow
- Hallo Ü-Wagen (WDR Radio, von 1974 bis 2010), eine Talkshow von unterwegs
- 2254 – Nachtgespräche am Telefon (Deutschlandradio Kultur)